# Festival di Berlino 1973

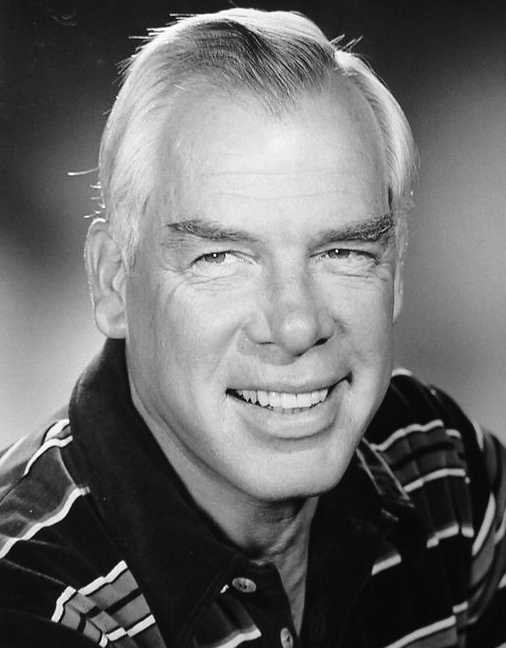
Lee Marvin, presente fuori concorso con L'imperatore del Nord, è uno degli attori più acclamati di questa edizione.

La 23ª edizione del Festival internazionale del cinema di Berlino si è svolta a Berlino dal 22 giugno al 3 luglio 1973, con lo Zoo Palast come sede principale. Direttore del festival è stato per il ventitreesimo anno Alfred Bauer.
L'Orso d'oro è stato assegnato al film indiano Tuoni lontani di Satyajit Ray.
Come già avvenuto nel 1969, anche in questa edizione non sono stati assegnati gli Orsi d'argento a miglior regista, miglior attore e migliore attrice.
Le retrospettive di questa edizione sono state dedicate al regista e attore William Dieterle, al cinema d'animazione di Dave Fleischer e ai musical americani.

## Storia
(Motivazione della consegna del Berliner Kunstpreis 1973 al Forum internazionale del giovane cinema)
Le settimane che avevano preceduto il festival erano state dominate soprattutto da preoccupazioni riguardanti le finanze a disposizione. Alfred Bauer e Ulrich Gregor, cofondatore del Forum internazionale del giovane cinema, erano entrambi d'accordo che il budget di 1,2 milioni di marchi non era più sufficiente, anche se avevano idee diverse su come ripartire eventuali fondi supplementari. In effetti i tempi sembravano maturi per un aumento del capitale da destinare al Festival di Berlino. La recente stipula dell'Accordo delle quattro potenze e del Trattato fondamentale aveva sottolineato chiaramente la funzione della città come mediatore culturale, ciò nonostante il governo di Bonn e il Senato di Berlino non avevano ritenuto opportuno fornire ulteriore denaro e avevano preventivato un incremento di 100.000 marchi per l'anno successivo. Al Forum sarebbe stata destinata meno della metà, secondo Gregor insufficiente per invitare ospiti, per le attrezzature per la traduzione simultanea e per molti degli eventi in programma.
Riguardo ai film di quest'anno, la critica sembrò apprezzare sia il programma del concorso sia quello del Forum, che vinse il Berliner Kunstpreis nella categoria "film, radio e televisione" e che il critico Friedrich Luft giudicò meno "ideologico" rispetto al passato: «Anche in questo campo si ritrova il tentativo di scoprire cautamente qualcosa di completamente nuovo nei film: l'uomo, la bellezza, le paure personali e forse anche qualcosa chiamato "società", ma non più vista solo attraverso gli occhi di Karl Marx».
Il film Kanashimi no Belladonna di Eiichi Yamamoto causò un momento di imbarazzo durante il festival. Molti si erano lasciati ingannare dal fatto che si trattasse di un film d'animazione e pensarono a una sorta di intrattenimento per famiglie. La gente portò i propri figli a vederlo, ma invece di un "Disney giapponese" si trovò ad assistere ad un medley sfrenato di erotismo e violenza. «I fanciulli erano davvero sconvolti», scrisse Friedrich Luft su Die Welt «attraverso canzoni e immagini si recita un inno che elogia una sessualità totalmente emancipata... Qui la lussuria e il piacere si manifestano. Gli spettatori tremano, sono disgustati, sono affascinati, scoprono cosa può essere un film d'animazione». In molti abbandonarono lo Zoo Palast ma ciò non fu sufficiente a causare un vero scandalo, un segno che i tempi erano cambiati.
Il Forum diventò più completo e "pluralista" sia dal punto di vista geografico, con film dall'Africa e dall'America Latina, dal Giappone, dagli Stati Uniti e dall'Europa, sia da quello tematico. I film proiettati nel cinema Arsenal parlavano dello sfruttamento coloniale della cultura africana (Les statues meurent aussi di Chris Marker, Alain Resnais e Ghislain Cloquet, documentario censurato in Francia alla sua uscita nel 1953), della situazione politica in Sud America (La victoria di Peter Lilienthal), dei movimenti di liberazione della donna (George qui? di Michèle Rosier, Year of the Woman di Sandra Hochman), dell'ascesa del fascismo in Italia (La villeggiatura di Marco Leto) e in Grecia (I giorni del '36 di Theo Angelopoulos).
Tre film francesi in particolare focalizzarono l'attenzione dalla critica, che li accolse come opere d'arte durature e al passo con i tempi: La maman et la putain di Jean Eustache (fresco di Grand Prix Speciale della Giuria a Cannes), Crepa padrone, tutto va bene di Jean-Luc Godard e Jean-Pierre Gorin e la versione ridotta (da 12 a 4 ore) del film del 1971 Out 1: Spectre di Jacques Rivette.
Anche tra le pellicole in concorso, oltre a Tuoni lontani del regista indiano Satyajit Ray a cui la giuria assegnò l'Orso d'oro, quelle ritenute più interessanti ed ambiziose furono quelle presentate dalla Francia: Non c'è fumo senza fuoco di André Cayatte, che ricevette quattro riconoscimenti, e soprattutto L'amico di famiglia di Claude Chabrol che Friedrich Luft definì su Die Welt «un rivoluzionario della forma tornato vittoriosamente e a testa alta al cinema d'intrattenimento per il consumatore». Un altro film francese, la commedia Alto, biondo e... con una scarpa nera di Yves Robert, fu premiato con uno dei cinque Orsi d'argento assegnati in questa edizione, mentre tra le celebrità presenti più acclamate dal pubblico ci furono Lee Marvin e Ernest Borgnine, interpreti del film fuori concorso L'imperatore del Nord di Robert Aldrich.
Il cinema italiano, rappresentato da Malizia di Salvatore Samperi e La proprietà non è più un furto di Elio Petri, uscì dalla Berlinale a mani vuote dopo i successi dei due anni precedenti. Il critico e membro della giuria Paolo Valmarana non si pronunciò sui verdetti, mentre l'Unitalia Film scrisse in un comunicato: «È da ritenere che, negati dalla giuria l'Orso d'oro e persino il premio speciale ai due film italiani, il giurato italiano abbia preferito che non figurassero per nulla piuttosto che a livello di film discutibili e mediocri».

## Giuria internazionale
- David Robinson, scrittore e critico cinematografico (Regno Unito) - Presidente di giuria[10]
- Freddy Buache, giornalista e storico del cinema (Svizzera)
- Hiram García Borja, direttore del Banco Nacional Cinematográfico (Messico)
- Eberhard Hauff, regista e sceneggiatore (Germania Ovest)
- Harish Khanna, direttore dell'International Film Festival of India (India)
- Paul Moor, giornalista e scrittore (Stati Uniti)
- Walter Müller-Bringmann, giornalista e critico cinematografico (Germania Ovest)
- René Thévenet, produttore (Francia)
- Paolo Valmarana, giornalista e critico cinematografico (Italia)

## Selezione ufficiale

### In concorso
- I 14 della Bond Street (The 14), regia di David Hemmings (Regno Unito)
- Alto, biondo e... con una scarpa nera (Le Grand Blond avec une chaussure noire), regia di Yves Robert (Francia)
- L'amico di famiglia (Les noces rouges), regia di Claude Chabrol (Francia)
- Between Friends, regia di Donald Shebib (Canada) - Presentato con il titolo Get Back[11]
- Biografija Jozefa Šulca, regia di Predrag Golubović (Jugoslavia)
- Il bunker (The Blockhouse), regia di Clive Rees (Regno Unito)
- Colter's Hell, regia di Robin Lehman (Regno Unito)
- Gli esperti (Die Sachverständigen), regia di Norbert Kückelmann (Germania Ovest)
- Georgia, Georgia, regia di Stig Björkman (Svezia, Stati Uniti)
- Habla, mudita, regia di Manuel Gutiérrez Aragón (Spagna, Germania Ovest)
- Kanashimi no Belladonna, regia di Eiichi Yamamoto (Giappone)
- Love Comes Quietly, regia di Nikolai van der Heyde (Belgio, Paesi Bassi)
- Malizia, regia di Salvatore Samperi (Italia)
- Metzitzim, regia di Uri Zohar (Israele)
- Non c'è fumo senza fuoco (Il n'y a pas de fumée sans feu), regia di André Cayatte (Francia, Italia)
- Ogni nudità sarà proibita (Toda Nudez Será Castigada), regia di Arnaldo Jabor (Brasile)
- La proprietà non è più un furto, regia di Elio Petri (Italia, Francia)
- Seomgaeguli manse, regia di Jung Jin-woo (Corea del Sud)
- Los siete locos, regia di Leopoldo Torre Nilsson (Argentina)
- Sova, regia di Aleksandar Ilić (Jugoslavia)
- La tenerezza del lupo (Die Zärtlichkeit der Wölfe), regia di Ulli Lommel (Germania Ovest)
- Tuoni lontani (Ashani Sanket), regia di Satyajit Ray (India)
- U-Turn, regia di George Kaczender (Canada)

### Fuori concorso
- Duel, regia di Steven Spielberg (Stati Uniti)
- L'imperatore del Nord (Emperor of the North Pole), regia di Robert Aldrich (Stati Uniti)

### Forum internazionale del giovane cinema

#### Programma principale
- Ek Adhuri Kahani, regia di Mrinal Sen (India)
- Asylum, regia di Peter Robinson (Stati Uniti, Regno Unito)
- Beau masque, regia di Bernard Paul (Francia, Italia)
- La caduta della dinastia dei Romanov (Padenie dinastii Romanovykh), regia di Esfir Shub (Unione Sovietica)
- Crepa padrone, tutto va bene (Tout va bien), regia di Jean-Luc Godard e Jean-Pierre Gorin (Francia, Italia)
- Et demain..., regia di Ibrahim Babai (Tunisia)
- El faham, regia di Mohamed Bouamari (Algeria)
- George qui?, regia di Michèle Rosier (Francia)
- I giorni del '36 (Meres tou '36), regia di Theo Angelopoulos (Grecia)
- The Jail, regia di Michael Anderson, Saul Landau, Paul Jacobs, Bill Yahraus (Stati Uniti)
- La maman et la putain, regia di Jean Eustache (Francia)
- Medea, un maggio di Pietro Frediani, regia di Paolo Benvenuti (Italia)
- Metamorfosis del jefe de la policía política, regia di Helvio Soto (Cile)
- Nel nome del padre, regia di Marco Bellocchio (Italia)
- Notte e nebbia del Giappone (Nihon no yoru to kiri), regia di Nagisa Ōshima (Giappone)
- Out 1: Spectre, regia di Jacques Rivette (Francia)
- Una pagina di follia (Kurutta ippēji), regia di Teinosuke Kinugasa (Giappone)
- Per una notte (Über Nacht), regia di Karin Thome (Germania Ovest)
- Le retour d'Afrique, regia di Alain Tanner (Svizzera, Francia)
- Sambizanga, regia di Sarah Maldoror (Angola, Francia)
- Satana (Saitane), regia di Oumarou Ganda (Niger, Francia)
- Spanien, regia di Peter Nestler (Germania Ovest)
- Uno sparo in fabbrica (Laukaus tehtaalla), regia di Erkko Kivikoski (Finlandia)
- Les statues meurent aussi, regia di Chris Marker, Alain Resnais e Ghislain Cloquet (Francia)
- Lo stagionale, regia di Alvaro Bizzarri (Svizzera)
- La storia del Giappone del dopoguerra raccontata da una barista (Nippon Sengoshi - Madamu onboro no Seikatsu), regia di Shōhei Imamura (Giappone)
- Terra di Spagna (The Spanish Earth), regia di Joris Ivens (Stati Uniti)
- Los traidores, regia di Raymundo Gleyzer (Argentina)
- L'undicesimo (Odinnadtsatyy), regia di Dziga Vertov (Unione Sovietica)
- La victoria, regia di Peter Lilienthal (Germania Ovest)
- La villeggiatura, regia di Marco Leto (Italia)
- Year of the Woman, regia di Sandra Hochman (Stati Uniti)

#### Il nuovo cinema tedesco
- Ausdatiertes Material, regia di Wilhelm e Birgit Hein (Germania Ovest)
- Ich bin ein Bürger der DDR, regia di Erika Runge (Germania Ovest)
- La lettera scarlatta, regia di Wim Wenders (Germania Ovest, Spagna)
- Lezioni di storia (Geschichtsunterricht), regia di Jean-Marie Straub e Danièle Huillet (Germania Ovest, Italia)
- Shirley Chisholm for President, regia di Peter Lilienthal (Germania Ovest)
- Tschetan, der Indianerjunge, regia di Hark Bohm (Germania Ovest)
- Der Weg des Hans Monn, regia di Andreas Kettelhack (Germania Ovest)
- Wer braucht wen?, regia di Valeska Schöttle (Germania Ovest)
- Willow Springs, regia di Werner Schroeter (Germania Ovest)

## Premi

### Premi della giuria internazionale
- Orso d'oro: Tuoni lontani di Satyajit Ray
- Orso d'argento, gran premio della giuria: Non c'è fumo senza fuoco di André Cayatte
- Orso d'argento:
Alto, biondo e... con una scarpa nera di Yves Robert
Gli esperti di Norbert Kückelmann
I 14 della Bond Street di David Hemmings
Los siete locos di Leopoldo Torre Nilsson
Ogni nudità sarà proibita di Arnaldo Jabor
- Orso d'oro per il miglior cortometraggio: Colter's Hell di Robin Lehman
- Orso d'argento, premio della giuria (cortometraggi): ex aequo
Biografija Jozefa Sulca di Predrag Golubović
Sova di Aleksandar Ilić

### Premi delle giurie indipendenti
- Premio FIPRESCI: L'amico di famiglia di Claude Chabrol
Premio FIPRESCI (Forum): I giorni del '36 di Theo Angelopoulos e Lo stagionale di Alvaro Bizzarri
- Premio OCIC: Non c'è fumo senza fuoco di André Cayatte
Premio OCIC (Forum): Le retour d'Afrique di Alain Tanner
Raccomandazioni: Gli esperti di Norbert Kückelmann e I 14 della Bond Street di David Hemmings
Raccomandazioni (Forum): Lo stagionale di Alvaro Bizzarri, El faham di Mohamed Bouamari, Asylum di Peter Robinson, Sambizanga di Sarah Maldoror
- Premio CIDALC "Gandhi": Habla, mudita di Manuel Gutiérrez Aragón
- Premio UNICRIT: Non c'è fumo senza fuoco di André Cayatte
- Premio INTERFILM Otto Dibelius:[12] Non c'è fumo senza fuoco di André Cayatte
Premio INTERFILM (cortometraggi): Biografija Jozefa Sulca di Predrag Golubović
Premio INTERFILM (Forum): Le retour d'Afrique di Alain Tanner e Uno sparo in fabbrica di Erkko Kivikoski
Raccomandazioni (Forum): Lo stagionale di Alvaro Bizzarri, Crepa padrone, tutto va bene di Jean-Luc Godard e Jean-Pierre Gorin, El faham di Mohamed Bouamari, La maman et la putain di Jean Eustache, Asylum di Peter Robinson, Sambizanga di Sarah Maldoror
- Medaglia d'oro IWG: Roland Starke, per la sceneggiatura di I 14 della Bond Street di David Hemmings